# Dzielnica strachu
Dzielnica strachu – polski serial kryminalny produkowany przez ATM Grupa dla TV Puls. Zadebiutował 30 sierpnia 2021 roku na antenie telewizji Puls 2.  
Akcja serialu rozgrywa się na Gorczaku, najniebezpieczniejszej dzielnicy Natowic. Każdy odcinek stanowi zamkniętą historię jednego dochodzenia prowadzonego przez śledczych i dzielnicowego. Odtwórcami głównych ról zostali: Andrzej Młynarczyk, Agata Załęcka, Maja Wachowska, Maciej Kosmala, Grażyna Strachota i Filip Gurłacz.

## Obsada
| Aktor                  | Rola                               | Okres występowania (serie) |
| ---------------------- | ---------------------------------- | -------------------------- |
| Agata Załęcka          | komisarz Agata Rychlik             | 1–8                        |
| Andrzej Młynarczyk     | aspirant Andrzej Potoczny          | 1–8                        |
| Maja Wachowska         | dzielnicowa Karolina Wolska        | 1–2                        |
| Maja Wachowska         | Dagmara Evans                      | 6–8                        |
| Maciej Kosmala         | komisarz Rafał Nocoń               | 1–8                        |
| Grażyna Strachota      | Maria „La Mamma” Potoczna          | 1–8                        |
| Filip Gurłacz          | Marcin „Hrabia” Potoczny           | 1–8                        |
| Aleksander Janiszewski | dyżurny Sławomir Broda             | 1–8                        |
| Dorota Gorjainow       | Danuta Majchrzak                   | 1–8                        |
| Bogdan Kalus           | Kazik Masztalerz                   | 1–8                        |
| Lech Dyblik            | kierownik śmietnika                | 1–8                        |
| Mirosław Dusza         | konserwator Karol „Lolek” Więcek   | 1–8                        |
| Przemysław Furdak      | komisarz Maksymilian Byrcyn        | 2–4                        |
| Jagoda Małyszek        | sierżant Adrianna „Ada” Majcher    | 2–8                        |
| Aleksandra Listwan     | sierżant Aleksandra „Ola” Grodziec | 3–8                        |
| Marcin Krajewski       | komisarz Konrad „Wiking” Lubecki   | 3–8                        |
| Teresa Dzielska        | dyżurna Aldona Małodobra           | 3–8                        |
| Tomasz Oświeciński     | komisarz Tomasz „Kafar” Kaszubski  | 4–8                        |
| Jasper Sołtysiewicz    | dzielnicowy Jan Stanisław Walicki  | 5–8                        |
| Laura Breszka          | komisarz Sara Nowakowska           | 7–8                        |
| Krzysztof Skwarczyński | Technik                            | 1–8                        |
| Andrzej Olejnik        | Tadek Potoczny                     | 3–8                        |
| Elżbieta Panas         | Eleonora Grodziec                  | 3–8                        |
| Alicja Wójcik          | Julka – córka Oli Grodziec         | 3–8                        |
| Anna Haba              | Sylwia Potoczna                    | 5–8                        |
| Oliwia Gołębiowska     | Patrycja Potoczna                  | 1–8                        |
| Dominika Lignicka      | Magda                              | 1–8                        |
| Michał Wielewicki      | Sylwek                             | 1–8                        |
| Julia Bochenek         | Roksana „Roxy" Adamiec             | 2–6                        |
| Łukasz Dąbrowski       | „Morda”                            | 2–8                        |
| Michał Zborowski       | Łukasz Richter                     | 4–8                        |
| Marcin Piejaś          | Patolog                            | 2–3, 5–8                   |
| Sasza Reznikow         | Ziemowit Broda                     | 5–8                        |
| Alicja Czerniewicz     | Tatiana                            | 1–7                        |
| Aleksandra Kisio       | Martyna                            | 6–8                        |
| Kaja Tomaszewska       | Carmen                             | 6–8                        |
| Armando Alvarado       | Armando                            | 7–8                        |
| Leonardo Marques Alves | Jose                               | 7–8                        |
| Monika Dawidziuk       | Marika                             | 7–8                        |
| Jadwiga Gryn           | Żaneta                             | 7–8                        |

### Wybrane role gościnne
| Aktor                | Rola                                  | Nr odcinka |
| -------------------- | ------------------------------------- | ---------- |
| Dominik Dąbrowski    | starszy aspirant Marcin „Beton” Dolny | 4          |
| Michał Koterski      | Robert                                | 100        |
| Wiktoria Gąsiewska   | Amelia                                | 200        |
| Robert Burneika      | Ryszard „Ricardo” Plaskiewicz         | 239        |
| Jacek Lenartowicz    | Piotr Osydo                           | 254        |
| Paweł Deląg          | Wojciech Stanecki                     | 255        |
| Krzysztof Włodarczyk | „Diablo”                              | 260        |
| Joanna Opozda        | Agnieszka Kaczmarska                  | 300        |
| Wojciech Chmielarz   | dziennikarz śledczy                   | 316        |

## Emisja w telewizji
| Seria | Odcinki      | Pierwsza emisja na antenie Puls 2 | Pierwsza emisja na antenie Puls 2 | Pierwsza emisja na antenie Puls 2 | Pierwsza emisja na antenie Puls 2                                                      | Pierwsza emisja na antenie Puls 2 |
| Seria | Odcinki      | Sezon                             | Premiera serii                    | Finał serii                       | Pora emisji                                                                            | Średnia oglądalność               |
| ----- | ------------ | --------------------------------- | --------------------------------- | --------------------------------- | -------------------------------------------------------------------------------------- | --------------------------------- |
| 1.    | 1–40 (40)    | jesień 2021                       | 30 sierpnia 2021                  | 4 listopada 2021                  | poniedziałek–czwartek 20.00 (30 VIII–30 IX); środa–czwartek 20.00 i 21.00 (6 X–4 XI)   | 213 tys. / 225 tys.               |
| 2.    | 41–80 (40)   | wiosna 2022                       | 9 marca 2022                      | 12 maja 2022                      | środa–czwartek 20.00 i 21.00                                                           | 232 tys.                          |
| 3.    | 81–120 (40)  | jesień 2022                       | 31 sierpnia 2022                  | 7 listopada 2022                  | środa–czwartek 20.00 i 21.00 (31 VIII–22 IX); poniedziałek–czwartek 21.00 (26 IX–7 XI) | ok. 270–280 tys.                  |
| 4.    | 121–160 (40) | wiosna 2023                       | 27 lutego 2023                    | 11 maja 2023                      | poniedziałek–czwartek 22.00                                                            | 280 tys.                          |
| 5.    | 161–212 (52) | jesień 2023                       | 4 września 2023                   | 30 listopada 2023                 | poniedziałek–czwartek 22.00                                                            | 285 tys.                          |
| 6.    | 213–264 (52) | wiosna 2024                       | 4 marca 2024                      | 6 czerwca 2024                    | poniedziałek–czwartek 22.00                                                            | bd.                               |
| 7.    | 265–322 (58) | jesień 2024                       | 2 września 2024                   | 22 listopada 2024                 | poniedziałek–piątek 22.00                                                              |                                   |
| 8.    | 323–379 (57) | wiosna 2025                       | 3 marca 2025                      | 23 maja 2025                      | poniedziałek–piątek 22.00                                                              |                                   |
| 9.    | od 380       | jesień 2025                       | 1 września 2025                   | b.d.                              | poniedziałek–piątek 22.00                                                              |                                   |

## Nagrody
W maju 2023 roku dwoje odtwórców głównych ról w serialu – Andrzej Młynarczyk i Agata Załęcka – otrzymało Telekamerę „Tele Tygodnia” w kategorii, odpowiednio, Aktor i Aktorka.
W październiku 2024 roku Filip Gurłacz, występujący jako Marcin „Hrabia” Potoczny został laureatem Telekamery w kategorii Aktor.